# مهند الخطيب
مهند الخطيب إعلامي من الأردن، مذيع ومقدِّم تلفزيوني، عمل في عدة محطات عربية، وكان مسؤولًا اعلاميًا مع الأمم المتحدة.

## سيرة ذاتية
ولد الخطيب في مصر من أب أردني وأم فلسطينية، وهو أب لثلاثة أولاد «عمر» و«زيد» و«دينا». عاش حياته في عمان، قبل أن ينتقل إلى الولايات المتحدة، ليحصل على شهادة بالاقتصاد وإدارة الأعمال من جامعة تاوسون في مريلاند، إضافة إلى شهادة دراسات عليا في الشؤون الدولية من الجامعة الأميركية في «واشنطن العاصمة».
يعمل مذيعًا ومقدِّمًا في قناة «سكاي نيوز». خاض تجارب إعلامية متعددة الاتجاهات، مارس مهنة الإعلام في العالم العربي وفي الولايات المتحدة الأميركية حيث شارك في تأسيس شركة إنتاج، بالإضافة إلى العمل مع الأمم المتحدة كمسؤول إعلامي.

## نشاطه الاعلامي
بدأ الخطيب مشواره الإعلامي مذيعاً في إذاعة صوت أميركا الدولية بواشنطن، وفي العام 2001 انضم إلى قناة أم بي سي قبل أن ينتقل للعمل في قناة العربية، وبعدها التحق بتلفزيون المستقبل، ليستقر به الحال في قناة سكاي نيوز عربية، ويطل على مشاهديه من خلال برنامجه «غرفة الأخبار». 
وكان الخطيب قد بدأ عمله أثناء دراسته الجامعية بواشنطن في إذاعة محلية للجالية العربية «الشبكة العربية الأميركية»، ثم مذيعًا في إذاعة «صوت أميركا» الدولية بواشنطن لمدة أربع سنوات، ثم في شركة إنتاج لبرامج تلفزيونية لـ«بي بي سي»، فضلًا عن إنتاج برامج لتلفزيوني «الجزيرة» و«دبي». كما عمل مسؤولا إعلاميا في الأمم المتحدة، ثم انتقل إلى قناة «إم بي سي» كمقدّم لبرنامج حواري كانت تستضيفه بيروت في عام 2001، قبل أن ينضم إلى فريق العمل بقناة «العربية» مذيعًا رئيسيًا للأخبار، وفي العام 2007 التحق بتلفزيون «المستقبل»، حيث عمل مقدمًا للأخبار ولبرنامج أسبوعي عن أهم الأحداث العالمية بعنوان «رادار 360».
ينسب الخطيب الفضل في بداية حياته إلى الاعلامية اللبنانية ابتسام الملوحي، إذ كانت تعمل في الإذاعة في واشنطن، ويقول في أحد الحوارات الصحفية:
«الفضل بالنسبة إليّ ليس الشهرة بل أين تعلّمت أكثر، ولا أنكر أنني تعلّمت الكثير في الإذاعة وهذا ما ساعدني لاحقًا». 
ويؤكد أنه لا يسعى إلى شهرة، وإنما لوضع نهج مختلف في مجال الإعلام، مثلما رسخه في القناة التي يعمل بها الآن، حيث يفرض إيقاعًا مهنيًا مختلفًا يعتمد على الانسجام مع صيغة الخبر السريع، وإن كان ذلك لا يعني بالضرورة التنكر للتجارب المهنية السابقة. كما يرى أنه على المذيع أن يكون مطلعًا على مجريات الأحداث من خلال متابعة نشرات الأخبار في عدد من المحطات وقراءة الصحف والمجلات والمقالات بشكل مستمر، بحيث يكون قادرًا على التعامل مع أي طوارئ قد تحدث أثناء قراءته للأخبار، بل واضطلاعه بمهمة تصحيح أي كلمة أو فقرة خاطئة أتت في سياق خبر ما، فضلًا عن البعد عن التفلسف والطبيعية في الأداء.